# O tyranii
O tyranii. Dwadzieścia lekcji z dwudziestego wieku (ang. On Tyranny: Twenty Lessons from the Twentieth Century) – książka z 2017 roku autorstwa amerykańskiego historyka, Timothy’ego Snydera. Pierwsze polskie wydanie wyszło w tym samym roku nakładem wydawnictwa Znak w tłumaczeniu Bartłomieja Pietrzyka.

## Treść

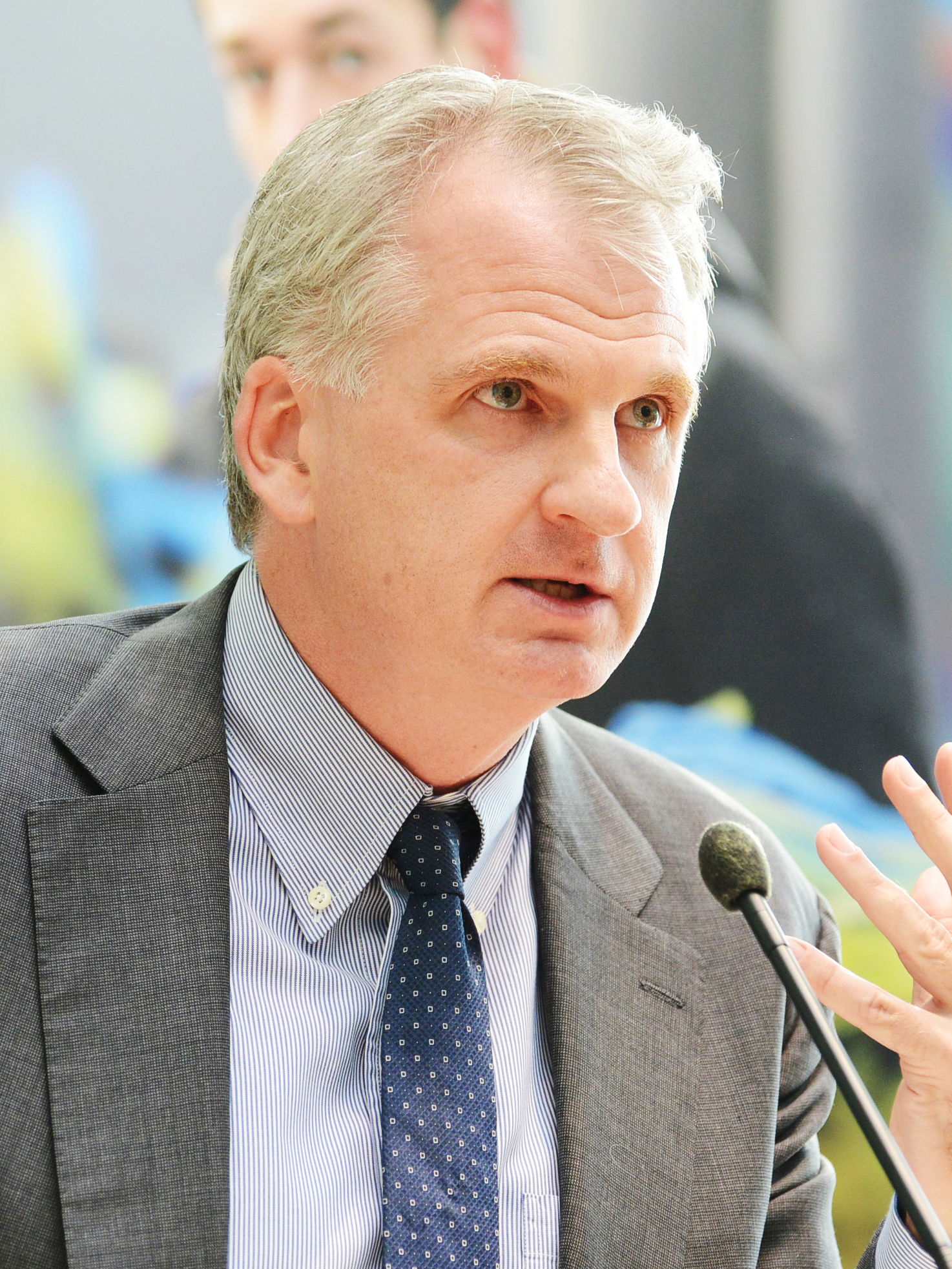
Timothy Snyder

Tekst napisany został w 2016 i był adresowany do czytelnika amerykańskiego. Jest rozważaniem na temat możliwości przekształcania się współczesnych demokracji w oligarchie i tyranie. Autor zauważył, że w dobie zagrożeń dla demokracji zachodnia cywilizacja powinna skorzystać z doświadczeń historii. Wskazał, że od czasu ogłoszenia przez Stany Zjednoczone niepodległości od "tyranii" brytyjskiej, w Europie pojawiły się trzy wielkie fale demokratyzacji życia społecznego: po I oraz II wojnie światowej, a także po upadku komunizmu. Niektóre z wyłonionych w wyniku tych przemian demokracji poniosły w następnym czasie porażkę. Pojawili się silni przywódcy, skrajne partie, które przeprowadziły państwa od demokracji z powrotem w otchłań tyranii: nazistowskiej lub komunistycznej (pozostającej u władzy znacznie dłużej), co było w początkowej fazie reakcją na niesprawiedliwości globalizacji (rzeczywiste i wyimaginowane), a także bezradność demokracji w ich likwidowaniu. Snyder uważa, że przekonanie, iż dziedzictwo demokratyczne może być samoistnym remedium na wszelkie zagrożenia tyranią, jest o tyle kuszące, co mylne. Za lek przeciwko rozwiązaniom totalitarnym uznaje studiowanie historii i uczenie się na błędach poprzednich pokoleń.
Swoje poglądy wykłada w dwudziestu lekcjach (rozdziałach), sformułowanych niezwykle prostym i przystępnym językiem. Wskazuje m.in. na konieczność obrony instytucji państwa praworządnego przed zakusami ich siłowego przejęcia, czujność w dostrzeganiu symptomów powstawania systemu monopartyjnego, pułapkę lansowania jednolitego modelu patriotyzmu z jednoczesnym wymazywaniem roli niektórych bohaterów narodowych, zachowywanie etyki zawodowej, wystrzeganie się organizacji paramilitarnych, czy wartość wyróżniania się w swoim proteście. Uważa, że demokracja wymaga ludzi czytających, dbających o poziom swej wiedzy i języka, poszukujących prawdy i obiektywizmu, dociekliwych i nie bojących się zadawać pytań władzy, kontrolujących polityków. Autor zachęca też do aktywności politycznej (nie tylko obserwowania i komentowania) oraz angażowania się w pozytywne akcje społeczne przy jednoczesnym, stanowczym chronieniu swojego życia prywatnego. Wskazuje, że należy czerpać wiedzę i zachowania od ludzi z innych krajów, ale jednocześnie zwracać uwagę na język propagandy i nienawiści, umieć odróżniać podszepty różnych ośrodków od rzeczowego przekazu i faktów. W przypadku nadejścia totalitaryzmu, bezprawia, czy choćby rządu łamiącego jakieś prawa należy zachować spokój, postawę patriotyczną i wyczekiwać odpowiedniego momentu do kontrataku, nie spalając się bez widoków na sukces.

## Okoliczności powstania
Publikacja powstała w trakcie wyborów prezydenckich w USA w 2016, w których walczyli ostatecznie Hilary Clinton i Donald Trump. Wybory te były o tyle wyjątkowe, że dużą rolę odegrały w nich ośrodki zewnętrzne, które próbowały mieć wpływ na ich wynik.

## Nawiązania i odbiór
Peruwiański krytyk literacki i laureat nagrody Pulitzera, Carlos Lozada napisał w The Washington Post, że jest to "z pewnością najbardziej przekonujący tom wśród literatury rodzącego się ruchu oporu". W 2017 książka znalazła się na liście bestsellerów New York Timesa (kategoria literatury faktu) i pozostała na różnych listach do 2021. Wydanie graficzne z ilustracjami Nory Krug zostało uznane przez New York Timesa za najlepszą powieść graficzną 2021 roku, a w 2022 zdobyło ADC Annual Awards.
Książkę Snydera czytał Hamlet w inscenizacji Tadeusza Bradeckiego z 2019 (Teatr Dramatyczny w Warszawie).